# 食欲
食欲（しょくよく）とは、食べたいという欲求を満たすための欲求である。空腹（くうふく)としては、個人の感じることのできる食物を食べる願望である。食物を食べる欲であり、その他の欲とは異質である。つまり睡眠欲及び性欲と並ぶ人間の三大欲求の一つとされる。全ての高等生物に存在し、新陳代謝を維持する為に必要なエネルギーを取り入れるのに役立つ。食欲は、消化管、脂肪組織及び脳の相互作用により調節されている。食欲の調節が正常にできなくなった場合、神経性無食欲症（拒食症）または神経性大食症（過食症）の原因となり、栄養失調や肥満につながる。

## 調節
食欲の調節機能については、過去に多くの研究の対象となっており、1995年には、食欲を減退させるように振る舞うホルモンであるレプチンが発見された。胃腸管、多数のホルモン、中枢神経系及び自律神経系が食欲の調節に関与しており、非常に複雑な過程であることが後の研究により発見された。
心身の状態のほか季節など外部環境によっても変化する。日本で「食欲の秋」、季語にもなっている「秋渇き（あきがわき）」は、夏からの気温低下に伴い人体が体温を保とうとして基礎代謝量が増えるためである。

### エフェクター
視床下部の弓状核に存在する神経ペプチドY（NPY）とアグーチ関連ペプチド（AGRP）を産生する神経細胞が食欲亢進に、αMSHとCARTを産生する神経細胞が食欲抑制に決定的な役割を果たす。また、視床下部外側野に存在するメラニン凝集ホルモン（MCH）およびオレキシンを産生する神経細胞も食欲の制御に関与している。

### センサー
視床下部は、レプチン、グレリン、PYY3-36（ペプチドYY）、コレシストキニンなどの多くのホルモンを通して外部からの刺激を感知し、影響を受ける。それらのホルモンは消化管と脂肪組織によって生産される。これらは体重を一定に保つための生理的な機構であり、上記のレプチンや血糖値などの影響をもとに食欲を適切に制御している。一方で病気の人の場合は、 腫瘍壊死因子アルファ（TNFα）、インターロイキン1と6、および副腎皮質刺激ホルモン放出ホルモン（CRH）などが食欲を抑制する。
さらに、同じく視床下部によって制御されている体内時計も、食欲に影響をあたえる。視床下部の背外側核には、毎日の食事の時間に対応して食欲を促す中枢が存在している。また、他の脳の座、特に大脳辺縁系から視床下部への投射も食欲を制御する。これは、うつ病とストレスで、食欲が何故変化してしまうのかを説明する。
また、「美味しい」食事を考えればわかるように、食欲は報酬の一種でもあり、報酬系の影響も受けている。そのために、上記の視床下部による恒常性の制御を逸脱して過食から肥満に至る場合もある。

### 満腹感を与える物質
- レプチン
- Glycine Leucine Tryptophan amide（GLWアミド）は、クラゲやショウジョウバエなどにあり、餌を摂取するごとに増えて食欲を抑制する[2]。

## 病気での役割
食欲の調節障害が拒食症、過食症および無茶食い障害の原因となっている。
食欲不振（anorexia）の背後に病気が隠れていることもある。

## 薬理学
食欲の制御は、ダイエット薬の目標の一つである。 初期の食欲減退薬は、フェンフルラミンとフェンテルミンであった。 近年登場したシブトラミンは、中枢神経系におけるセロトニンとノルアドレナリン水準を増加させる。また、2006年にカンナビノイド1（CB1）受容体を阻害するタイプのリモナバンが欧州連合（EU）にて認可された。販売元のサノフィ・アベンティスが行った長期間のフィールドテストの結果によると、50%以上の参加者に有意な体重、悪玉コレステロール等の減少が見られた。また、1年以上服用した参加者の一定数以上に体重の復元が見られないため、シブトラミン及びマジンドール系のダイエット薬に代わる薬となることを期待されている。

## 高タンパク質の食事
高タンパク質の食事を摂取すると、飢餓抑制ホルモンであるペプチドYY（PYY）のレベルが増大し、高脂肪、高炭水化物の食事と比較して、空腹感も大幅に抑えられる。